# Abbot's Salford
Abbot's Salford – wieś w Anglii, w hrabstwie Warwickshire, w dystrykcie Stratford-on-Avon. Leży 26 km na południowy zachód od miasta Warwick i 142 km na północny zachód od Londynu.